# Булган (сомон)
Булган (монг. Булган) – сомон Архангайського аймаку Монголії. Територія 3,1 тис. км², населення 2,4 тис. чол. Центр селище Булагтайн денж. Знаходиться на відстані 40 км від Цецерлега, 490 км від Улан-Батора. Школа, лікарня, торговельно-культурні центри.

## Рельєф та природа
У південній частині гори Архангай (3540 м), Суварган хайрхан (3179 м), у центральній та північній частині долина Урд Тамир. Річки Хойт Тамір, Хануй та їх притоки. Є запаси вольфраму, поліметалів, залізної руди.
Водяться олені, козулі, вовки, лисиці, корсаки, барсуки, рисі, зайці.

## Клімат
Клімат різкоконтинентальний. Середня температура січня -21 градус, липня +17 градусів, щорічна норма опадів 250-400 мм.